# Three Bridges
Three Bridges – dzielnica miasta Crawley, w Anglii, w hrabstwie West Sussex, w dystrykcie Crawley. Leży 54 km na północny wschód od miasta Chichester i 44 km na południe od Londynu. W 2011 roku dzielnica liczyła 7253 mieszkańców.